# Kritikus tömeg (weboldal)
A Kritikus Tömeg (közkedvelt rövidítése: KT)  magyar nyelvű, önszerveződő, online filmes adatbázis és közösségi oldal. A weboldal 2003. október 22-én indult, ma már több száz aktív taggal (ún. törzstaggal) és közel húszezer regisztrált felhasználóval bír, a filmes adatbázisa pedig meghaladja a százezret.

## Az oldal története
A Kritikus Tömeg megalapítása Németh András weboldal-fejlesztő nevéhez kötődik. Németh olyan filmes website-ot kívánt létrehozni, amely a nézői megtekintéseket összegezve ajánl filmeket a közösség tagjainak.
A weboldal az évek során számos arculatváltozáson esett át, bővült a szerkesztők köre, s folyamatosan gyarapodott a filmes adatbázis nagysága. A weboldal nyílt forráskódú, azaz bárki szerkesztheti.
2011-től elérhető Facebook-oldaluk is, mely szintén népes követőtáborral rendelkezik. Az oldal legnagyobb horderejű posztsorozata ezidáig a 100 Napos Filmes Kihívás, melynek hatására több másik közösségi oldal is elkezdte ugyanezt a játékot. A Kritikus Tömeg 2016 óta rendelkezik Instagram-oldallal is.

## Az oldal működésmódja

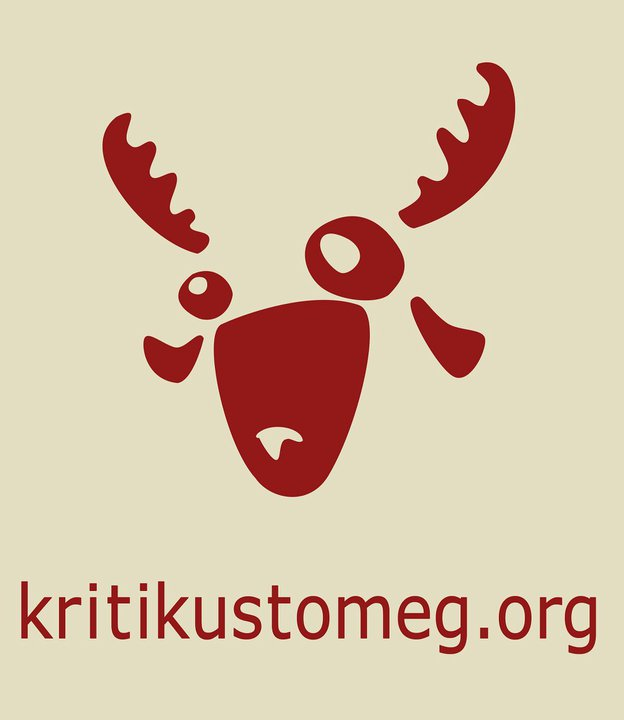
A Kritikus Tömeg 2011 és 2016 közt használt logója

Az online filmes adatbázis és közösségi oldal legtevékenyebb résztvevőiből formálódik az oldal törzsközönsége. A törzstagok javaslatai alapján bővül az oldal filmes adatbázisa, valamint a különböző alkotásokról szóló kritikák és elemzések gyűjteménye. A Kritikus Tömeg legfontosabb szerve a Fórum, ahol különböző topikok sora nyílik. Ezekben a topikokban fogalmazhatják meg a közösség tagjai a véleményüket és észrevételeiket a lappal kapcsolatban, itt ajánlhatnak egyes alkotásokat a társaik figyelmébe, ám mód van alulértékelt alkotások népszerűsítésére, különböző műfajú filmek csoportosítására és személyes toplisták szerkesztésére is. 2006-tól 2016-ig képes játék folyt a JÁTÉK topikban, mely során a felhasználóknak filmekből kivágott, nehezen felismerhető, vagy bizonyos részeket kitakart képek alapján kellett felismerniük az adott filmet. A topik 4 év kihagyás után, 2020 áprilisában éledt újra.

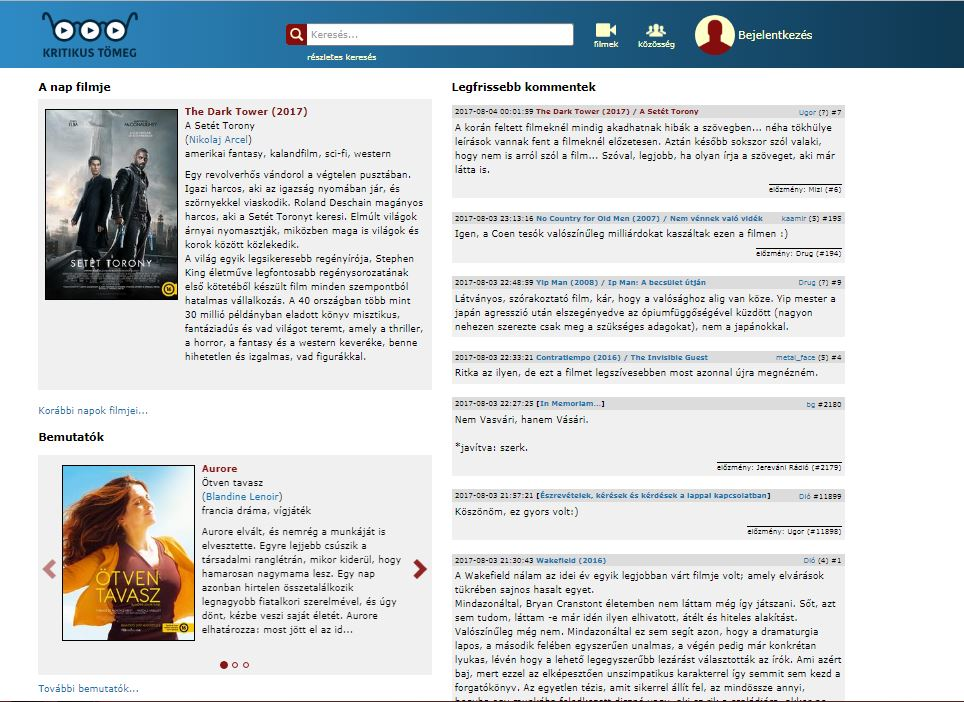
A Kritikus Tömeg nyitóoldala 2017. augusztus 3-án

A közösség tagjai a Kritikus Tömeg adatbázisában szereplő filmeket önállóan osztályozhatják 1-től 5-ig terjedő skálán, ahol az ötös osztályzat a legjobb. A filmes adatbázisban történő eligazodást szolgálják a filmek különböző csoportosításai: műfajok szerinti felsorolásaik, a rendezők alapján való besorolásaik, a gyártás éve szerinti elrendezéseik. Emellett díjak és elismerések, a főbb szereplők és több toplista alapján is tájékozódhatnak a közösség tagjai.

## Vapiti-díj
A törzstagok minden év februárjában megválasztják az előző év általuk legjelentősebbnek ítélt alkotását, színészét és színésznőjét. A legjobb film Arany Vapiti-díjat kap, a legjobb női- és férfi főszereplő pedig Ezüst Vapiti-díjat. A jelöltek az előző év magyarországi bemutatóval rendelkező filmjeiből, illetve azok színészeiből, színésznőiből kerülnek ki, függetlenül attól, hogy fő- vagy mellékszereplők. A verseny kétfordulós. Az első fordulóban minden felhasználó leadja szavazatát az általa legjobbnak tartott 3 filmre, színészre és színésznőre. Minden egyes szavazata a saját felhasználói súlyától függ, amelynek értékét aktivitásából számítják ki. A súlyszámban az összes felhasználó által értékelt film 1-et, a Vapiti-jelölt filmek pedig 25-öt érnek. Az első fordulóból tíz-tíz – értelemszerűen a legtöbb szavazatot nyert – film, színész, illetve színésznő jut tovább a második fordulóba, ahol aztán minden felhasználó egyenrangú súllyal szavaz a jelöltekre; ez esetben már minden szavazat egyet ér. A második forduló végén a legtöbb szavazatot kapott alkotás, színész és színésznő nyer. Az eredményhirdetésre egy baráti hangulatú jelképes díjátadón kerül sor, általában az Oscar-díj átadó előtt 1-2 héttel, február végén.
A díj elnevezése Boris Vian Piros fű című regényéből származik, amelyben így ír a vapitiről:
– Három hónapos korom óta szeretnék egy vapitit – mondta bizalmasan Dupont szenátor. (…) – Egy vapiti, az zöld, kerek, tüskéi vannak, és pluttyan, ha vízbe dobja az ember. Legalábbis nekem ilyen a vapiti.

### Vapiti-díjasok
| Év   | Arany Vapiti                                                                        | Női Ezüst Vapiti                                            | Férfi Ezüst Vapiti                                                             |
| ---- | ----------------------------------------------------------------------------------- | ----------------------------------------------------------- | ------------------------------------------------------------------------------ |
| 2003 | Kill Bill Kill Bill: Vol. 1 (2003)                                                  | (nem osztottak díjat)                                       | (nem osztottak díjat)                                                          |
| 2004 | Egy makulátlan elme örök ragyogása Eternal Sunshine of the Spotless Mind (2004)     | Kate Winslet Egy makulátlan elme örök ragyogása (2004)      | Gael García Bernal Rossz nevelés (2003), Che Guevara: A motoros naplója (2004) |
| 2005 | Millió dolláros bébi Million Dollar Baby (2004)                                     | Hilary Swank Millió dolláros bébi (2004)                    | Russell Crowe A remény bajnoka (2005)                                          |
| 2006 | Az ember gyermeke Children of Men (2006)                                            | Reese Witherspoon A nyughatatlan (2005)                     | Heath Ledger Brokeback Mountain – Túl a barátságon (2005)                      |
| 2007 | A faun labirintusa El laberinto del fauno (2006)                                    | Helen Mirren A királynő (2006)                              | Ulrich Mühe A mások élete (2006)                                               |
| 2008 | A sötét lovag The Dark Knight (2008)                                                | Elliot Page Juno (2007)                                     | Heath Ledger A sötét lovag (2008)                                              |
| 2009 | Becstelen brigantyk Inglourious Basterds (2009)                                     | Mélanie Laurent Becstelen brigantyk (2009)                  | Christoph Waltz Becstelen brigantyk (2009)                                     |
| 2010 | Eredet Inception (2010)                                                             | Charlotte Gainsbourg Antikrisztus (2009)                    | Leonardo DiCaprio Shutter Island (2010)                                        |
| 2011 | Fekete hattyú Black Swan (2010)                                                     | Natalie Portman Fekete hattyú (2010)                        | Colin Firth A király beszéde (2010)                                            |
| 2012 | A sötét lovag – Felemelkedés The Dark Knight Rises (2012)                           | Emmanuelle Riva Szerelem (2012)                             | Michael Fassbender A szégyentelen (2011)                                       |
| 2013 | A vadászat Jagten (2012)                                                            | Jennifer Lawrence Napos oldal (2012)                        | Leonardo DiCaprio A Wall Street farkasa (2013)                                 |
| 2014 | Csillagok között Interstellar (2014)                                                | Rosamund Pike Holtodiglan (2014)                            | Matthew McConaughey Mielőtt meghaltam (2013)                                   |
| 2015 | Whiplash (2014)                                                                     | Balsai Móni Liza, a rókatündér (2015)                       | J. K. Simmons Whiplash (2014)                                                  |
| 2016 | A szoba Room (2015)                                                                 | Brie Larson A szoba (2015)                                  | Jacob Tremblay A szoba (2015)                                                  |
| 2017 | Testről és lélekről (2017)                                                          | Borbély Alexandra Testről és lélekről (2017)                | Casey Affleck A régi város (2016)                                              |
| 2018 | Három óriásplakát Ebbing határában Three Billboards Outside Ebbing, Missouri (2017) | Frances McDormand Három óriásplakát Ebbing határában (2017) | Sam Rockwell Három óriásplakát Ebbing határában (2017)                         |
| 2019 | Élősködők Kiszengcshung (Gisaengchung) (2019)                                       | Scarlett Johansson Házassági történet (2019)                | Joaquin Phoenix Joker (2019)                                                   |
| 2020 | Jojo Nyuszi Jojo Rabbit (2019)                                                      | Scarlett Johansson Jojo Nyuszi (2019)                       | Bartosz Bielenia Corpus Christi (2019)                                         |
| 2021 | Még egy kört mindenkinek Druk (2020)                                                | Frances McDormand A nomádok földje (2020)                   | Anthony Hopkins Az apa (2020)                                                  |
| 2022 | Minden, mindenhol, mindenkor Everything Everywhere All at Once (2022)               | Michelle Yeoh Minden, mindenhol, mindenkor (2022)           | Ralph Fiennes A menü (2022)                                                    |
| 2023 | A sziget szellemei The Banshees of Inisherin (2022)                                 | Sandra Hüller Egy zuhanás anatómiája (2023)                 | Cillian Murphy Oppenheimer (2023)                                              |
| 2024 | Tökéletes napok Perfect Days (2023)                                                 | Emma Stone Szegény párák (2023)                             | Paul Giamatti Téli szünet (2023)                                               |